# Циркуски воз Кејсија Мл.
Циркуски воз Кејсија Млађег (енгл. Casey Jr. Circus Train) јесте назив минијатурне железничке атракције за вожњу по Дизниленду, односно ролеркостер који се налази у парискоме Дизниленду. Заснован на филму Дамбо (1941) и пружа путницима обилазак многих минијатурних верзија сцена из Дизнијевих анимираних филмова.

## Позадина
Првобитна атракција је пуштена током свечанога отварања Дизниленда 17. јула 1955. године, али је следећега дана затворена због терстирања безбедности. Поново је отворена две седмице доцније.

## Атракција
Циркуски воз Кејсија Мл. је у Паризу дизајниран као товоган за малу децу кроз Земљу Сторибук, пружајући корисницима услуге добар поглед на замак и друге сцене које нису тако видљиве с бордова Сторибукланда.
Оригинал шестомилиметарска пруга узанога колосека с возом који има клипни мотор направила је „Ароу девелопмент”. Напајање за париски Дизниленд и његов ролеркостер произведен је од „Векоме”.